# Janet Achurch
Janet Achurch, född 17 januari 1864 och död 11 september 1916, var en engelsk skådespelerska och teaterdirektris.

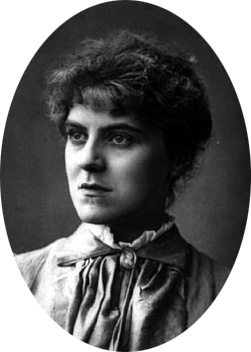

## Biografi
Achurch var en betydande Shakespeareskådespelerska, som tidigt införlivade Ibsen med sin repertoar och genom sin utomeuropeiska turné med Ett dockhem bidrog till att göra den norske mästarens namn känt inom den engelsktalande världen.